# 拉拉·阿魯阿巴雷納
拉拉·阿魯阿巴雷納（英語：Lara Arruabarrena，1992年3月20日—）是西班牙职业网球女运动员，2012年轉職業。她的WTA生涯最高單打排名為第30（2013年5月6日）。

## 外部連結
- 拉拉·阿魯阿巴雷納的国际女子网球协会官方資料（英文）
- 拉拉·阿魯阿巴雷納的國際網球總會 職業／青少年 官方資料（英文）
- Fed Cup - Player profile - Lara ARRUABARRENA (ESP) （页面存档备份，存于）